# Cuyahoga Heights
Cuyahoga Heights falu az USA Ohio államában, Cuyahoga megyében. Lakosainak száma 573 fő (2020. április 1.).

## Népesség
A település népességének változása:
| Lakosok száma | 739  | 638  | 573  |
|               | 1920 | 2010 | 2020 |